# Marchese di Aitona
Il Marchesato di Aitona (in catalano Marquesat d'Aitona, in spagnolo Marquesado de Aitona) fu uno stato feudale esistito in Catalogna, che comprendeva i territori dei comuni spagnoli di Aitona, Seròs, Vila-seca e Algorfa, da cui trae origine il titolo nobiliare spagnolo di Marchese di Aitona.

## Storia
Nel XIII secolo, il re Pietro II di Aragona assegnò alla figlia naturale Costanza le terre catalane di Aitona, Albalate de Cinca, Mequinenza, Seròs e Soses, che il sovrano medesimo promise in sposa nel 1212 a Guglielmo Raimondo di Moncada, siniscalco di Barcellona. Il matrimonio, avvenuto nel 1222, portò in dote i predetti territori al casato dei Moncada, che si fregiarono del titolo di baroni di Aitona.
Il 12 settembre 1536, Juan de Moncada y de Tolça, XII barone di Aitona, con privilegio concessogli dall'imperatore Carlo V di Spagna, fu investito del titolo di I conte di Aitona. La Contea di Aitona fu elevata a marchesato con il figlio il conte Francisco de Moncada y Cardona, il quale, con privilegio datogli dal re Filippo II di Spagna il 1º ottobre 1581, fu investito del titolo di I marchese di Aitona.
Il ramo dei Moncada di Spagna si estinse nel 1727 con la morte di Guillén Ramón de Moncada y Portocarrero, VI marchese di Aitona, il quale ebbe una sola figlia María Teresa, che nel 1722 contrasse matrimonio Luis Antonio Fernández de Córdoba y Spínola, XI duca di Medinaceli, da cui ebbe quattro figli, ed a seguito del quale il titolo confluì nei Fernández de Córdoba dei Duchi di Medinaceli.
Il Marchesato di Aitona fu soppresso nel 1843, durante il Regno di Isabella II di Spagna, quando il feudalesimo venne abolito secondo le disposizioni contenute nella Costituzione spagnola del 1812. Il titolo ad esso relativo fu in possesso dei Fernández de Córdoba fino a Victoria Eugenia, XVIII duchessa di Medinaceli, morta nel 2013. Sua primogenita era Ana de Medina y Fernández de Córdoba (1940-2012), e con quest'ultima il titolo finì al casato tedesco dei principi di Hohenlohe-Langenburg, avendo sposato nel 1961 Max Emanuel di Hohenlohe-Langenburg (1931-1994), figlio del Principe Maximilian Egon.

## Cronotassi dei Marchesi di Aitona

### Periodo feudale
- Francisco de Moncada y Cardona (1581-1594)
- Gastón de Moncada y Gralla (1594-1626)
- Francisco de Moncada y Moncada (1626-1635)
- Guillén Ramón de Moncada y Castro (1635-1670)
- Miguel Francisco de Moncada y Silva (1670-1674)
- Guillén Ramón de Moncada y Portocarrero (1674-1727)
- María Teresa de Moncada y Benavides (1727-1756)
- Pedro de Alcántara Fernández de Córdoba y Moncada (1756-1789)
- Luis María Fernández de Córdoba y Gonzaga (1789-1806)
- Luis Joaquín Fernández de Córdoba y Benavides (1806-1840)
- Luis Tomás Fernández de Córdoba Ponce de León (1840-1843)

### Periodo post-feudale
- Luis Tomás Fernández de Córdoba Ponce de León (1843-1873)
- Luis María de Constantinopla Fernández de Córdoba y Pérez de Barradas (1873-1879)
- Luis Jesús Fernández de Córdoba y Salabert (1881-1956)
- Victoria Eugenia Fernández de Córdoba y Fernández de Henestrosa (1959-2013)
- Victoria Elisabeth de Hohenlohe-Langenburg y Schmidt-Polex (2018-)